# Divisione Nazionale A 1943
La Divisione Nazionale A 1943 è stata la 27ª edizione della massima serie del campionato italiano maschile di pallanuoto.
Vi si iscrissero le sei squadre aventi diritto: GUF RN Napoli, SS Lazio, RN Florentia, RN Camogli, Pol. Cavagnaro e Fiumana Nuoto. Tuttavia Lazio e Fiumana si ritirarono dalla competizione all'ultimo momento, a calendari già compilati, senza disputare una partita.
Il girone di andata si svolse alla piscina scoperta del Littoriale di Bologna il 16-17 luglio 1943 e vide prevalere la Cavagnaro di Sestri Ponente che, in virtù del primo posto provvisorio, avrebbe dovuto ospitare il girone di ritorno.
La seconda parte del campionato, tuttavia, non si disputò mai per ragioni belliche (l'ormai imminente capitolazione dell'Italia). Già il 23 luglio 1943, alcuni giorni dopo la conclusione del girone di andata, il Partito Nazionale Fascista, messo in forti difficoltà dallo Sbarco in Sicilia, aveva deliberato la sospensione di ogni attività sportiva a carattere nazionale, con la motivazione di «lasciare totalmente gli atleti militari a compiere il loro dovere di soldati»; sarebbero state autorizzate le sole competizioni a carattere locale, compatibilmente con le esigenze militari. Il titolo di Campione d'Italia rimase dunque inassegnato.

## Risultati
Girone di andata (disputato a Bologna il 16-17 luglio 1943)
- 16 luglio 1943, ore 17,30: Lazio-Napoli (non disputata per ritiro della Lazio).
- 16 luglio 1943, ore 18,10: Florentia-Camogli 3-3.
- 16 luglio 1943, ore 18,50: Fiumana-Cavagnaro (non disputata per ritiro della Fiumana).
- 16 luglio 1943: Cavagnaro-Napoli 3-2.
- 17 luglio 1943, ore 10: Fiumana-Camogli (non disputata per ritiro della Fiumana).
- 17 luglio 1943, ore 10,40: Napoli-Florentia 5-6.
- 17 luglio 1943: Cavagnaro-Camogli 4-1.
- 17 luglio 1943, ore 17,30: Camogli-Napoli 2-8.
- 17 luglio 1943, ore 18,10: Cavagnaro-Florentia 1-1.

## Classifica
|  |    | Classifica | Pt | G | V | N | P | GF | GS |
|  | -- | ---------- | -- | - | - | - | - | -- | -- |
|  | 1. | Cavagnaro  | 5  | 3 | 2 | 1 | 0 | 8  | 4  |
|  | 2. | Florentia  | 4  | 3 | 1 | 2 | 0 | 10 | 9  |
|  | 3. | Napoli     | 2  | 3 | 1 | 0 | 2 | 15 | 11 |
|  | 4. | Camogli    | 1  | 3 | 0 | 1 | 2 | 6  | 15 |
|  | -  | Lazio      | -  | - | - | - | - | -  | -  |
|  | -  | Fiumana    | -  | - | - | - | - | -  | -  |

Verdetti
- Campionato interrotto al termine del girone di andata per ragioni belliche e titolo inassegnato.